# Ingwiller
Ingwiller es una localidad y comuna francesa, situada en el departamento de Bajo Rin en la región de Alsacia.
La comuna se encuentra en el parque natural Regional de los Vosgos del Norte.
| 3074 | 3257 | 3674 | 3900 | 3753 | 3847 |
| Para los censos de 1962 a 1999 la población legal corresponde a la población sin duplicidades (Fuente: INSEE [Consultar]) |      |      |      |      |      |

## Historia
La localidad es citada en 742 con el nombre de Ingoniwilare y más tarde, en 1175 como Ingevilre.
Durante la Edad Media, fue una villa fortificada con un foso y dos puertas de entrada con puente levadizo. Su posición a la entrada del valle del río Moder la convirtió en lugar de paso de comerciantes y de alojamiento de vijeros. Ingwiller llegó a disponer de hasta cuatro molinos, cuatro fábricas de cerveza y una de elaboración de malta.